# Bakhuis (gebouw)

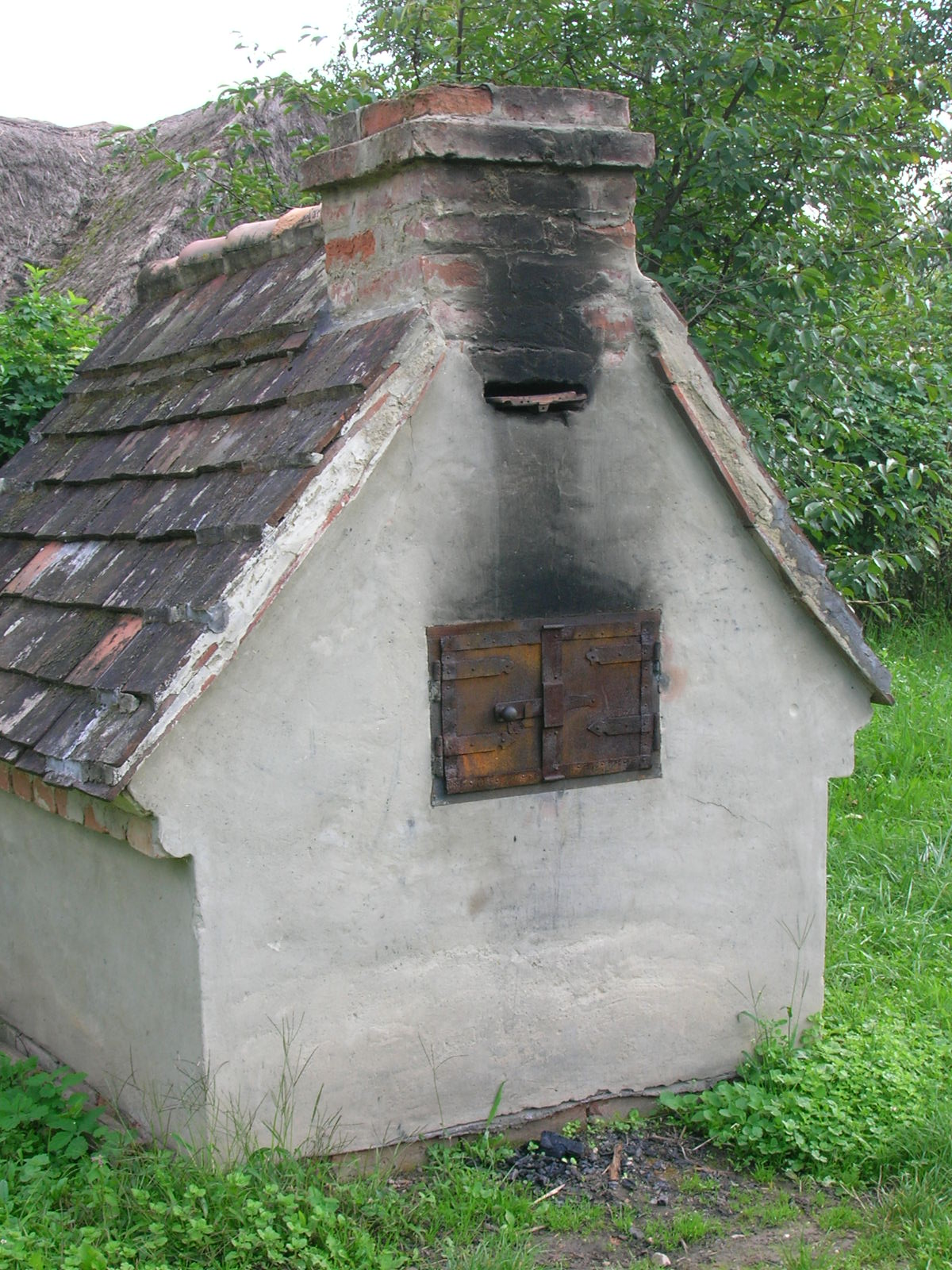
Dorpsbakhuis in Göcsej, Hongarije

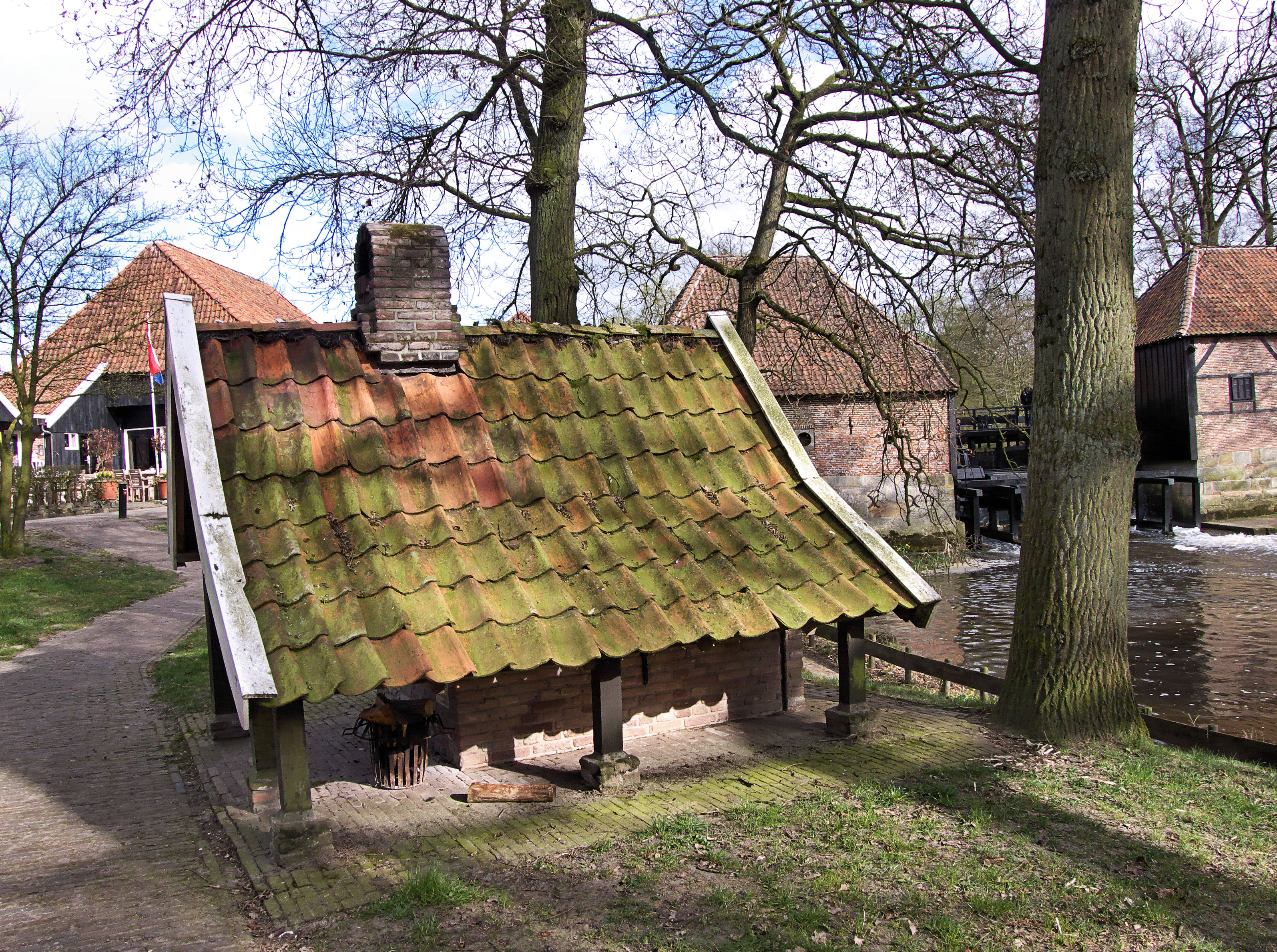
Bakspieker bij de Oostendorper watermolen

Een bakhuisje is een bijgebouw van een boerderij of landhuis waarin men vroeger brood en koek bakte. In het bakhuisje bevindt zich een met hout gestookte bakoven. In het noorden van Nederland worden dergelijke gebouwtjes ook wel stookhut of stookhok genoemd. Ook wordt het wel een bakspieker genoemd.
Veel bakhuisjes zijn verdwenen van het erf, toch zijn er de nodige bewaard gebleven. In Vlaanderen onderhoudt het Museum voor de Oudere Technieken in Grimbergen een inventaris van historische bakovens.

## Geschiedenis
De oudste sporen van een vaste bakoven zijn nagelaten door de Bandkeramiekers, de eerste landbouwers, die rond 4.000 voor Christus in het Neolithicum. Van de oven als gebouw hebben de Romeinen de oudste voorbeelden nagelaten, bijvoorbeeld in Pompeï. In vrijwel heel Europa zijn deze bakovens gebruikt voor het bakken van broden en koeken. Ook in Nederland zijn resten teruggevonden van ovens uit de Romeinse tijd. Uit de periode 450 - 1250 is echter geen enkele bakoven teruggevonden en aangenomen wordt, dat de Nederlanders in die eeuwen van hun glutenarme granen alleen pap kookten. De bakoven is in steden opnieuw gebruikt vanaf de Middeleeuwen en ontwikkelde zich daar tot professionele bakkerij. Op het platteland bleef het bakhuis bij boerderijen in gebruik tot in de twintigste eeuw.
Het verschilt per streek of er daadwerkelijk bakhuisjes zijn gebruikt. Zo zijn in Oostenrijk streken waar nooit bakovens zijn gebouwd omdat men geen graan kon verbouwen en zijn in Vlaanderen de ovens veelvuldig te zien, meestal in een bakhuisje.
In Nederland hadden veel gezinnen de beschikking over een bakoven. Soms moest men de bakoven delen met buren of met een gemeenschap, maar in de meeste gevallen had iedere boerderij een eigen bakhuis.
Grote bakhuizen zijn tegenwoordig vaak omgebouwd tot schuur, werkplaats of bergplaats of gesloopt. In andere gevallen is het bakhuisje verwaarloosd en vervallen toen het zelf bakken van brood niet meer van belang was door de opkomst van de grote bakkerijen. Daarbij zijn de middelen die gebruikt werden, de brandstof en de ingrediënten, niet altijd meer aanwezig in de omgeving van het erf. Tegenwoordig staat in Nederland slechts op een enkel erf in het oosten van het land nog een bakhuis. Dit heeft de bakhuisjes tot een bezienswaardigheid gemaakt.

## Bouw en techniek

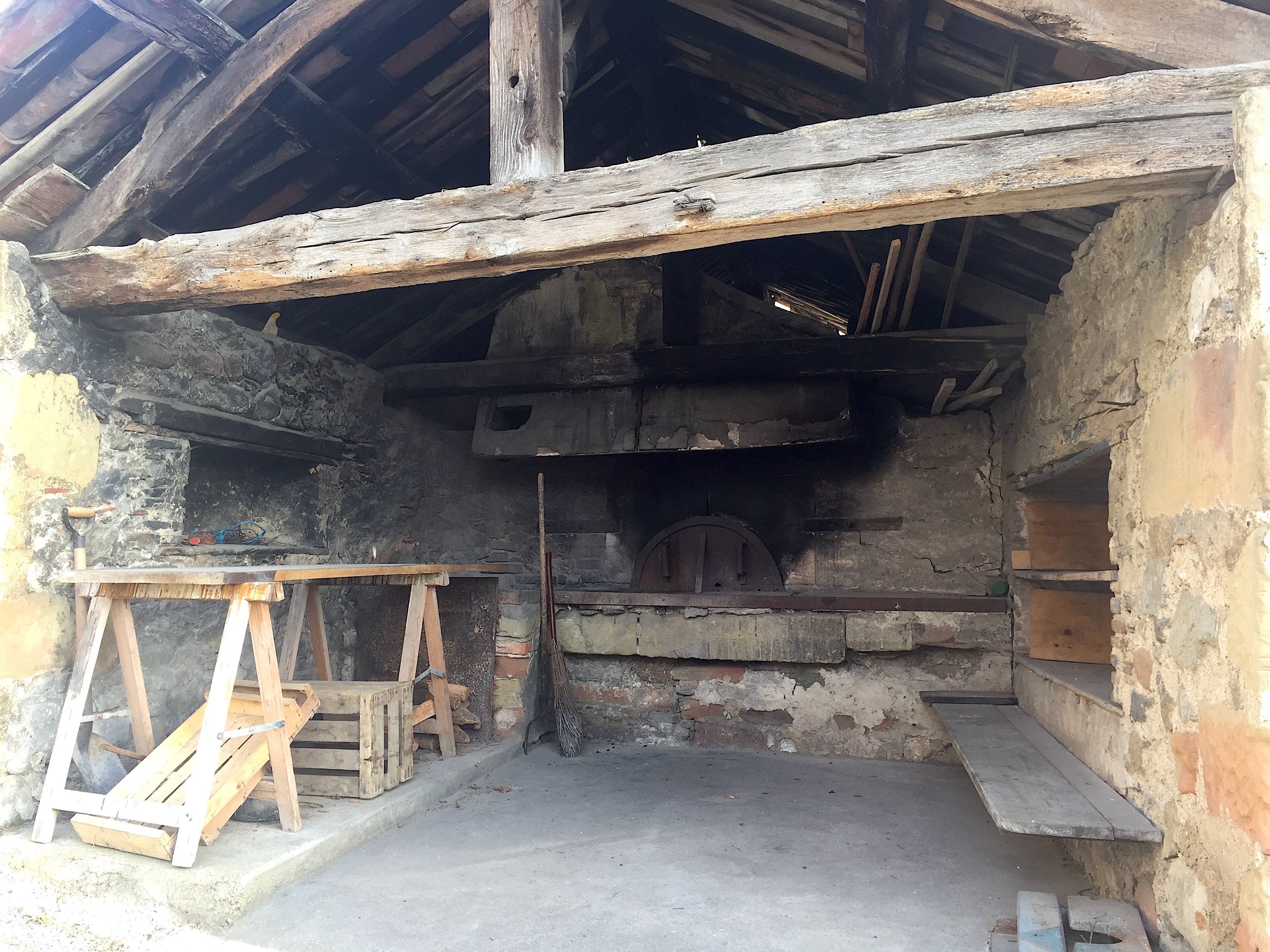
Bakhuis in Saint-Nicolas-de-Macherin, Frankrijk

Bakhuisjes werden op verschillende wijzen gebouwd. In enkele gevallen ligt de bakoven in zijn geheel binnen het huisje. Meestal bevindt de bakoven zich echter buiten, alleen de opening van de oven is dan in het gebouwtje.
De materialen die gebruikt werden voor de bouw van de bakhuisjes waren verschillend. Wel is in veel gevallen vastgelegd dat het dak van het huisje gedekt moet zijn met dakpannen, dit is een van de regelingen die door gemeenten werden getroffen om brandgevaar te minimaliseren.
De muren van de bakhuisjes zijn opgetrokken uit baksteen. De vloer van een bakhuisje is vaak de oorspronkelijke, onbedekte grond of een gestampte leembodem. Bij enkele bakhuisjes is de vloer gemaakt van plaveien of van baksteen.
De toegangsdeur van een bakhuisje is meestal zo aangebracht dat zij vanuit de woning gemakkelijk bereikbaar is. Sommige bakhuisjes hebben een zolder. Deze werd gebruikt voor opslag of als duivenhok.
De bakovens zijn hoofdzakelijk gebouwd met baksteen en leem. De onderbouw van de oven is vrijwel in alle gevallen van baksteen. De ovenkap of koepel van kleine bakovens was oorspronkelijk van leem, in enkele gevallen is deze in de loop der tijd vervangen door baksteen. Grotere bakovens werden al gebouwd met een koepel van stenen in leem of van bakstenen. Het metselen van de bakoven was een apart beroep en deze metselaars moesten nauwkeurig te werk gaan. Zo moest de vloer van de oven aflopen naar de opening toe om de luchtcirculatie te bevorderen zodat de rook door de schoorsteen gaat en verse lucht aangezogen wordt. Maar ook meer bouwtechnische zaken waren belangrijk. Bij het maken van een lemen ovenkap moest nagedacht worden over de dikte in verband met het langzaam branden van leem bij hoge temperaturen en de wijze van het vormen van de ronde, golvende kap en schoorsteen. Wanneer men een oven bouwt met bakstenen moeten deze met de kopse kant door het warme gedeelte om vroegtijdig doorscheuren te voorkomen.
Veel bakovens zijn gebouwd in de vorm van een hoefijzer. De hoefijzervorm is echt niet voorbehouden aan ovens waar brood in werd gebakken en niet alle bakovens blijken hoefijzervormig te zijn. De opgravingen van een bakkerij in Tiel laten zien dat er zelfs binnen één bakkerij sprake kon zijn van zowel hoefijzervormige als rechthoekige ovens. Vorm en functie waren dus niet per definitie aan elkaar gerelateerd. Er bestond wellicht wel een verband tussen vorm, stooktechniek en beschikbare materialen. Tussen de verschillende bakovens is op dit gebied geen duidelijke ontwikkeling aan te wijzen.
In tegenstelling tot andere ovens, kent de oven waar brood in gebakken wordt geen gescheiden bak- en stookruimte. Nadat de ruimte op temperatuur was, werd de brandstof uit de ruimte geveegd en het deeg erin gelegd. De bakoven heeft in veel gevallen wel aparte ruimten om het brood in te laten rijzen en de warme as in af te laten koelen. Deze bevindt zich onder de stook- en bakruimte, zodat de warmte van het bakken ook voor het rijzen gebruikt kon worden.

## Het gebruik van de oven
Het bakken van brood gebeurde meestal één keer per week. Het graan, rogge of tarwe werd gemalen op de molen en gezeefd. Het meel werd, met melk en gist, gekneed in de baktrog. Wanneer veel broden gebakken werden en de baktrog groot genoeg was gebeurde het kneden met blote voeten. Intussen werd de bakoven opgestookt. Dit gebeurde met takkenbossen, turf of een andere brandstof. Wanneer de stenen aan de binnenkant van de oven wit waren van de hitte, was de oven warm genoeg. Hierna werd de as met een zogenaamde loet of rakelijzer verwijderd en werd het brood op platen gebakken. Soms werd de oven met een dweil op een stok schoongemaakt, dit deed echter de temperatuur van de oven te fel zakken en werd in regel zelden gedaan. Doordat de stenen van de bakoven de warmte vasthielden, kon het brood in dezelfde ruimte worden gebakken. Met een houten schieter werd het brood in de oven geplaatst die een temperatuur had bereikt van ongeveer 165 graden Celsius. Sommige boerinnen bakten het brood op een blik, anderen bakten het brood direct op de stenen. Wanneer de oven afgekoeld was, was het brood klaar. Tijdens het bakken moest men de deur van de oven heel goed gesloten houden.
In de loop der tijd zijn naast brood ook andere producten gebakken in de oven. In het ene geval is het product ontstaan uit de omstandigheden, in het andere geval uit het creatief gebruiken van kruiden, specerijen en andere etenswaar. Iedere stad kent bijvoorbeeld een eigen lekkernij. Deze zijn vaak eeuwen geleden ontstaan en worden nog steeds gebakken en gegeten.
Stoofpotten e.d. werden ook vaak in de bakoven bereid, ook lasagne en andere overschotels werden in Italië in de bakoven gebakken.
Andere kookmethodes waren minder smakelijk gezien er nog op een open vuur moest worden gekookt en er dus roetdeeltjes en as in het eten vielen.
Rond de bakhuisjes staan soms bomen die volgens de verhalen geneeskracht bieden of beschermen tegen brand. In andere gevallen is het bakhuisje begroeid met klimop of een druivenstruik om het een leuk aanzien te geven.
In Salland werd het erf vaak beplant met hoge eiken en wilgen. Het hout van deze bomen werd gebruikt voor het bouwen of herstellen van gebouwen op het erf. Het wilgenhout werd vooral gebruikt als brandhout. Reeds aan het begin van de 20ste eeuw werd in Salland actie gevoerd voor het behoud van houtwallen. Wellicht is men op dat moment overgestapt op andere brandstoffen voor de bakoven, zoals turf. Pas in de 19e eeuw ging men in Salland turf steken. Het is dus waarschijnlijk dat voor die tijd enkel het wilgenhout werd gebruikt als brandstof voor de bakoven.

## Situering op het erf

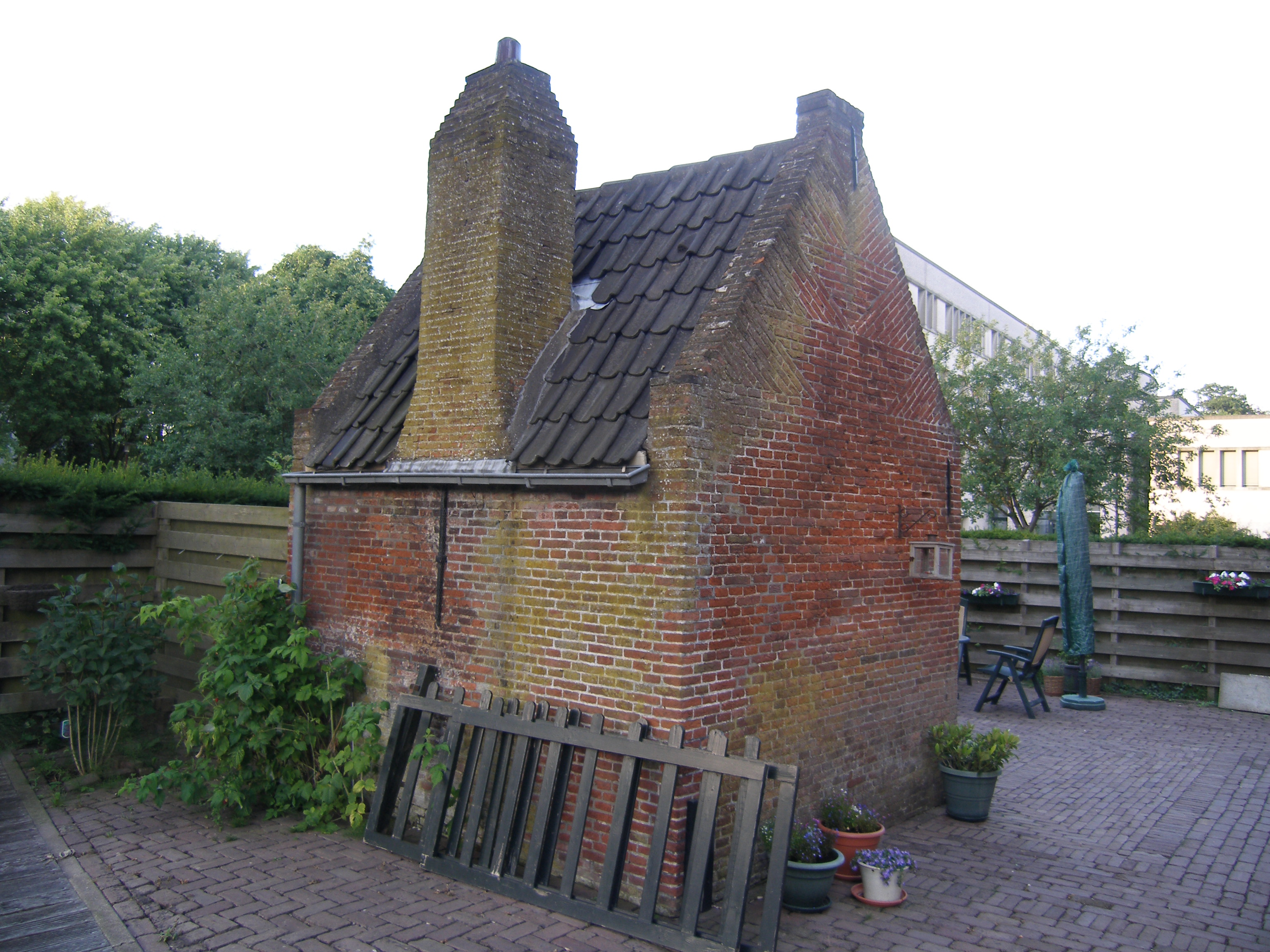
18e-eeuws bakhuisje bij de Maarssense buitenplaats Goudestein

De plaats van de bakoven op het erf is verschillend. Meestal staat de bakoven los van het woonhuis en andere bijgebouwen op het erf. Dit is ter voorkoming van het afbranden van de gehele boerderij, mocht er brand uitbreken bij de oven. In veel gemeenten is om deze reden een minimale afstand tussen het woonhuis en de bakoven vastgelegd. De afstand tot andere gebouwen op het erf stond in de meeste gevallen niet vast. Een enkele keer stonden deze bakovens zonder overkapping op het erf, maar meestal zijn ze gesitueerd in een bakhuisje. Deze bakhuisjes zijn ook wel bekend als bakhaes, ovenbuur, bakkeet, bakkeuken of bakkot.
Een tweede methode is het bouwen van de bakoven onder een afdak, tegen het woonhuis of een stal aangeleund. Zo ging de warmte uit de oven niet verloren.
De derde mogelijkheid is dat de bakoven binnenshuis gebouwd was. Dit gebeurde vaak bij de kleinere boerderijen. Deze laatste twee mogelijkheden hadden als voordeel dat het minder materiaal kostte om de oven te bouwen en te overkappen. Vooral in het zuiden van Nederland zijn deze methoden veelvuldig toegepast.
Wanneer de bakoven is gevestigd in een bakhuisje staan deze huisjes in enkele gevallen aan de straatzijde van het erf. Dit kan erop wijzen dat de oven werd gedeeld met een of meerdere buren. In sommige streken zal dus niet bij iedere boerderij een bakoven aangetroffen worden.
In andere streken, zoals in de Achterhoek, hoorden bakhuisjes bij een landgoed of een herberg. Buurtbewoners mochten de bakovens tegen een vergoeding gebruiken. In dit soort situaties was vaak vastgelegd dat men geen eigen bakoven mocht bouwen op het erf en zodoende verplicht was gebruik te maken van de gezamenlijke bakoven.
Wanneer de oven in een bijgebouw op het erf was geplaatst betekende dit niet altijd dat het gebouwtje alleen voor het bakken van brood werd gebruikt. De bakoven was ook wel gevestigd in een spieker, in Vlaanderen spijker genaamd. 
Spiekers zijn van oorsprong gebouwen waarin voedsel werd opgeslagen, voornamelijk graan. Deze gebouwen hadden dikke muren, een zware toegangsdeur en kleine luikjes. Een spieker telde vaak meerdere verdiepingen. In tijden van gevaar kon de familie zich terugtrekken in deze gebouwen.

## Referentielijst
- Achterhoek en Liemers, deel IV, 1981
- Bäckerliches, Brotbacken in Westfalen, Martha Bringemeier
- Bakhuis en broodbakken in Vlaanderen, Jozef Weyns
- Bakhuisje bijna verdwenen, Lekker brood bakken was een kunst, Boerderij nr. 63
- Buurtbewoners boos over sloop bakhuisje, De Gelderlander, woensdag 17 maart 2004
- De bakker van St. Marie? Twee post-middeleeuwse, hoefijzervormige bakkersovens van het Bolwerk te Gouda, Weiterheem 46, 1997
- De Nederlandse landschappen. Spectrum atlas, prof. Dr. M.F. Mörzer Bruijns & R.J.Benthem, 1979
- Nederlands Bakkerij Museum te Hattem
- Spiekers en bakovens, G.L. van Roekel